# William Lawrence Bragg
Sir William Lawrence Bragg, FRS, avstralski fizik, * 31. marec 1890, Adelaide, Južna Avstralija, Avstralija, † 1. julij 1971, Waldringford pri Ipswichu, grofija Suffolk, Anglija.
Bragg je leta 1915 skupaj z očetom Williamom Henryijem prejel Nobelovo nagrado za fiziko za delo v analizi zgradbe kristalov z rentgensko svetlobo. Bil je predstojnik Cavendishevega laboratorija v Cambridgeu. Med njegovim predstojništvom sta v laboratoriju februarja 1953 prišla do ključnih odkritij zgradbe DNK Watson in Crick.
Kraljeva družba iz Londona mu je leta 1946 podelila svojo Kraljevo medaljo, leta 1966 pa svojo Copleyjevo medaljo.